# Pablo Longoria

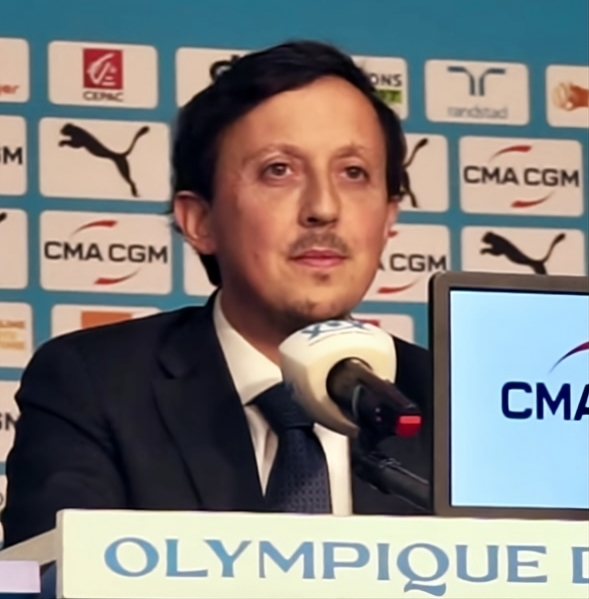
Longoria (2024)

Pablo Longoria (* 9. Juni 1986 in Oviedo) ist ein spanischer Fußball-Manager. Er ist seit Februar 2021 Präsident des französischen Fußballvereins Olympique Marseille.

## Leben

### Karrierebeginn
Zu Beginn seiner Karriere arbeitete Longoria häufig mit Marcelino García zusammen, der wie er aus Asturien stammt. Nachdem Longoria zwischen 2005 und 2007 für Garcías Team Recreativo Huelva Spielanalysen erstellte und das Team in dieser Zeit aus der Segunda División in die Primera División aufstieg, wurde Longoria in der Saison 2007/08 Scout beim englischen Verein Newcastle United, der zu diesem Zeitpunkt in der Premier League spielte. In der folgenden Saison wurde er zurück nach Spanien zum Leiter der Scouting-Abteilung bei Recreativo Huelva berufen.

### Scout in Italien
Zum 1. Dezember 2010 wechselte Longoria als Scout zu Atalanta Bergamo, die zu der Zeit in der italienischen Serie B spielten. In der gleichen Saison gelang der Aufstieg und Bergamo spielte fortan in der Serie A. Zur Saison 2013/14 wechselte er als Leiter der Scouting-Abteilung zum Ligakonkurrenten US Sassuolo Calcio, die zu dieser Saison erstmals in die höchste italienische Liga aufstiegen. Nach zwei Saisons, in denen Sassuolo die Klasse hielt, wechselte Longoria zur Saison 2015/16 als Chefscout zum italienischen Rekordmeister Juventus Turin.

### Managerkarriere
Am 26. Februar 2018 verpflichtete der spanische Verein FC Valencia als Sportdirektor, wo er wieder auf García als Trainer traf. Nachdem sich  der Verein im September 2019 vom Trainer trennte, folgte neun Tage später auch die Trennung von Longoria. Am 3. August 2020 wurde Longoria Geschäftsführer Profifußball beim französischen Verein Olympique Marseille als Nachfolger von Andoni Zubizarreta. Nachdem es im Januar 2021 zu Ausschreitungen zwischen Fans und dem Verein kam wurde Longoria zum Nachfolger von Jacques-Henri Eyraud als Präsident von Olympique Marseille ernannt. Am 23. April wurde bekannt, dass Longoria den FIFA-Manager Pedro Iriondo als Strategie Direktor im Zuge einer Reorganisation des Vereins verpflichtet. In seiner ersten Saison wurde Olympique Marseille Vizemeister. Nachdem Marseilles Trainer Jorge Sampaoli den Verein am 1. Juli 2022 verließ, stellte Longoria dessen Nachfolger Igor Tudor drei Tage später vor.